# 牟知列岩

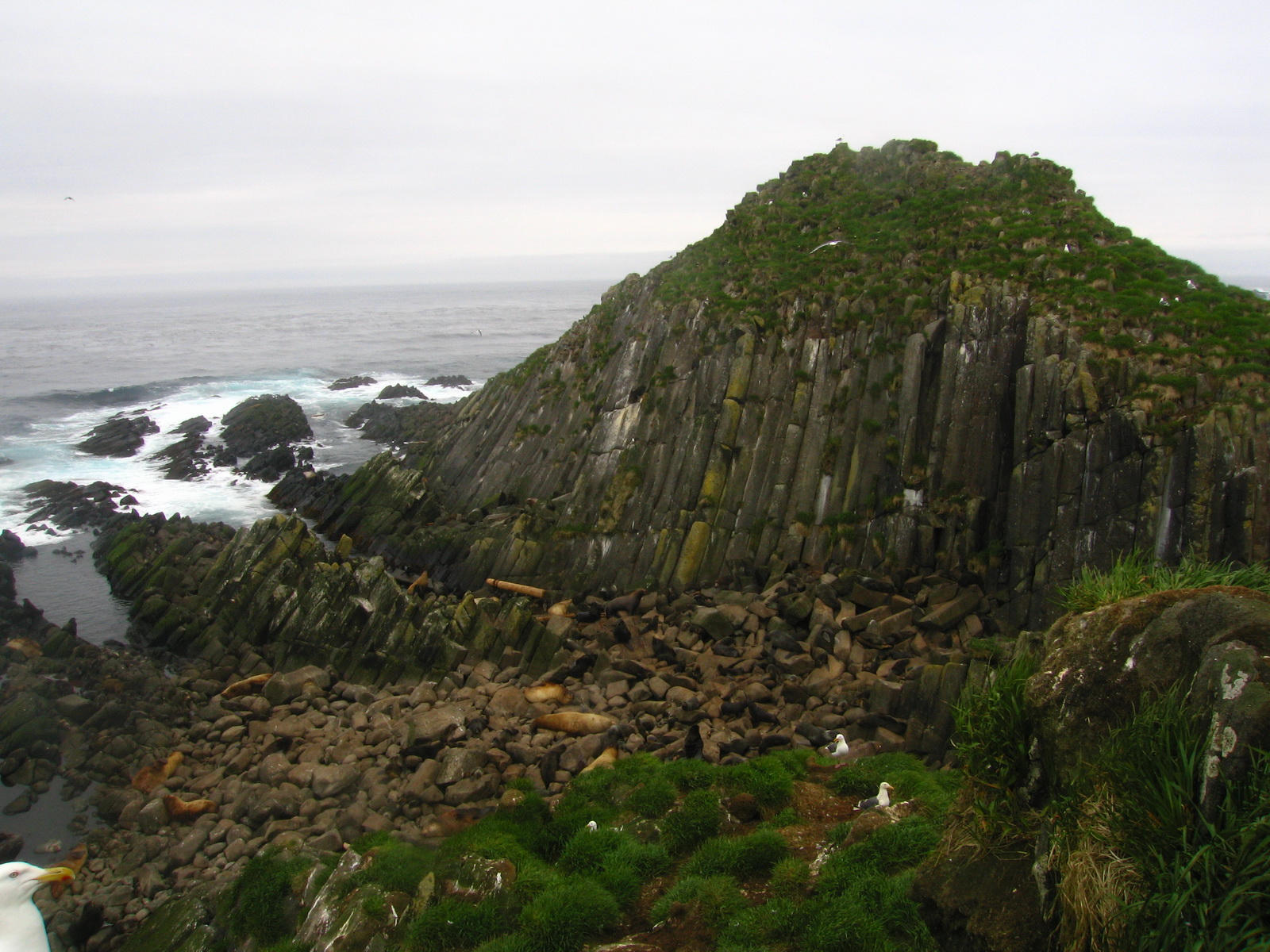
牟知列岩

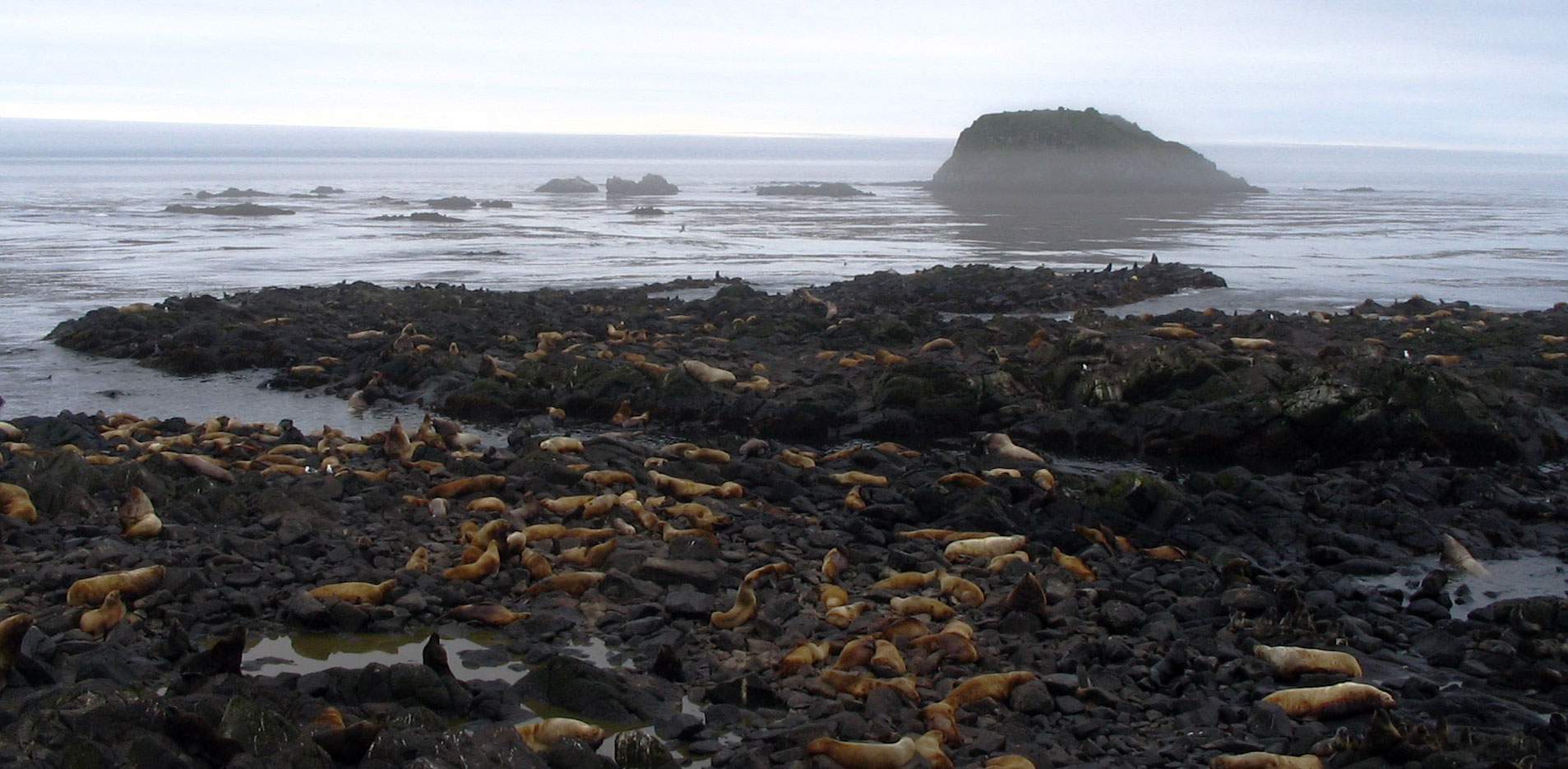
牟知列岩

牟知列岩（日语：／ Mushiru retsugan */?），俄罗斯称之为洛武什基岩（羅馬化：Lovushki），是俄罗斯千島群島中部的島嶼，由薩哈林州負責管轄。牟知列岩由四個岩礁組成，東北面是捨子古丹島，西南面是雷公計島。
該岩的日語名「牟知」源自阿伊努語 モシリ（Mosir），意為「島嶼」；俄語名「洛武什基」的意思則是「陷阱」。